# Torslanda
Torslanda é um grande bairro (stadsdel) nos arredores da cidade sueca de Gotemburgo, situado na ilha de Hisingen, a 15 km do centro da cidade.
Tem cerca de 16 000 habitantes (2019)  e uma área de 4 425 hectares.
Compreende os bairros de Arendal, Björlanda, Hjuvik, Nolered e Torslanda. 
Formava antes juntamente com Biskopsgården a freguesia administrativa de Västra Hisingen.

## Economia
- Fábrica Torslandaverken de automóveis da Volvo Personvagnar (Automóveis Volvo)[2]
- Escritório principal da Volvo Bussar (Autocarros Volvo)

## Património
- Torslanda Havsbadskoloni (Em Skeppstadsholmen com 122 hortas individuais dos tempos livres)
- Centro comercial de Torslanda Torg
- Centro comercial de Amhult Centrum
- Urbanização de Amhults Trädgårdsstad

## Clubes
- Torslanda IK (futebol e ténis de mesa)

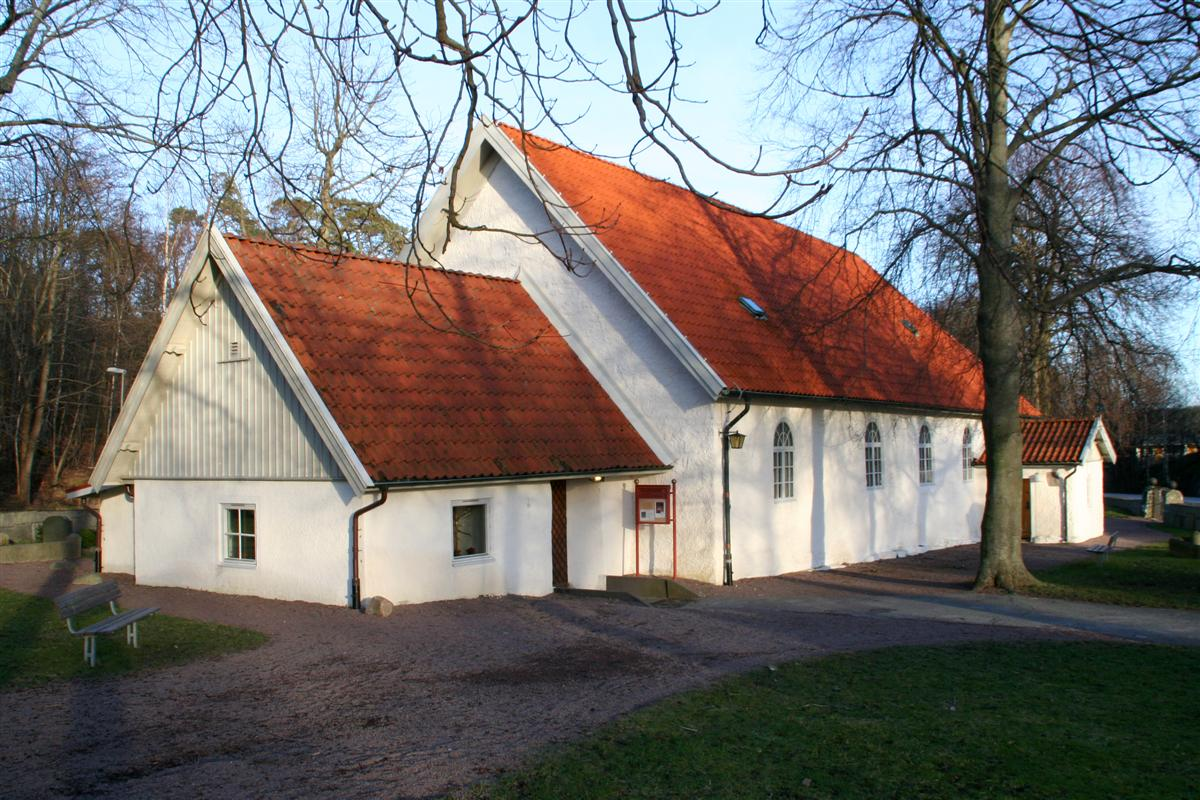
Igreja de Torslanda
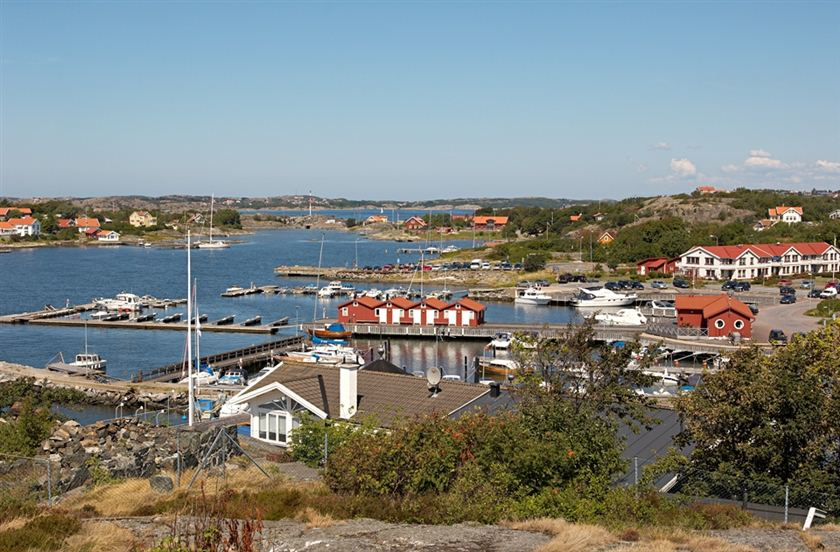
Porto de Hjuvik
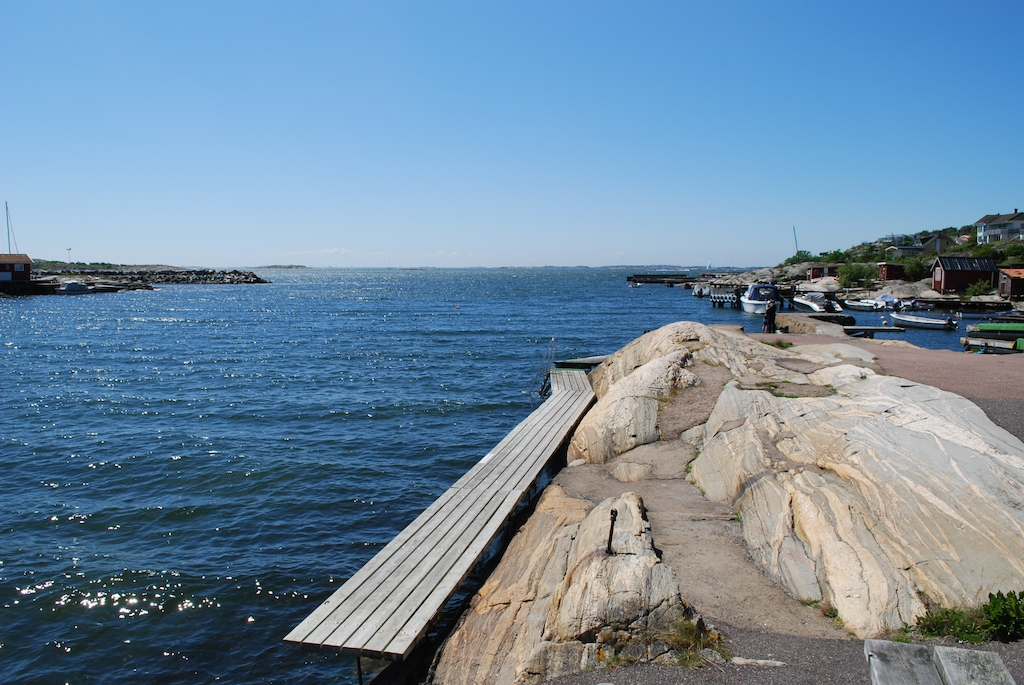
Vista marítima de Hallsvik
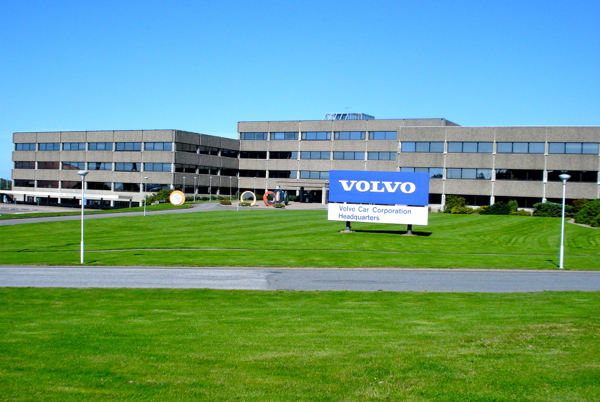
Fábrica de Torslanda da Volvo